# トロント映画批評家協会
トロント映画批評家協会（トロントえいがひひょうかきょうかい、Toronto Film Critics Association、略称: TFCA）は、カナダのオンタリオ州トロントを拠点とする映画評論家、ジャーナリストの団体である。1997年に設立された。FIPRESCIに所属している。

## トロント映画批評家協会賞
協会は毎年12月にトロント映画批評家協会賞を発表している。

### 授賞式
| - 1997年 - 第1回 - 1998年 - 第2回 - 1999年 - 第3回 - 2000年 - 第4回 - 2001年 - 第5回 - 2002年 - 第6回 - 2003年 - 第7回 - 2004年 - 第8回 - 2005年 - 第9回 - 2006年 - 第10回 | - 2007年 - 第11回 - 2008年 - 第12回 - 2009年 - 第13回 - 2010年 - 第14回 - 2011年 - 第15回 - 2012年 - 第16回 - 2013年 - 第17回 - 2014年 - 第18回 - 2015年 - 第19回 - 2016年 - 第20回 | - 2017年 - 第21回 - 2018年 - 第22回 - 2019年 - 第23回 - 2020年 - 第24回 - 2021年 - 第25回 - 2022年 - 第26回 |

### 部門
- 主演男優賞
- 主演女優賞
- アニメ映画賞
- 監督賞
- ドキュメンタリー映画賞
- 作品賞
- 国際映画賞
- 脚本賞
- 助演男優賞
- 助演女優賞
- 第一回作品賞
- カナディアン作品賞